# Heavy Metal (rivista)
Heavy Metal è una rivista di fumetti di fantascienza, fantasy e horror, pubblicata negli Stati Uniti a partire dal 1977 fino al 2023. Nell'aprile del 2023, dopo 47 anni, la prima serie (o Vol. 1) cessò la pubblicazione con il n. 320. Nell'ottobre del 2022 l'editore indipendente statunitense Whatnot Publishing annunciò la pubblicazione di una seconda serie (o Vol. 2) in uscita nei primi mesi del 2023. Il progetto però abortì dopo il ritardo di 8 mesi della pubblicazione del n. 320, l'ultimo pubblicato da Heavy Metal Entertainment con la collaborazione della Massive Publishing. Le difficoltà a pagare i fornitori e gli autori per i numeri già distribuiti, la travagliata gestione editoriale e la costante perdita di lettori e fiducia nel formato portarono alla definitiva chiusura del progetto editoriale. La rivista di controcultura, fumetti alternativi e underground ha contribuito ad allargare l'orizzonte narrativo del fumetto americano e ha introdotto nel mercato statunitense autori internazionali fino ad allora poco conosciuti.

## Storia editoriale

### Heavy Metal Vol. 1 (1977-2022)

#### Contesto editoriale e genesi della rivista
Gli anni settanta, che segnano l'inizio della Bronze Age dei fumetti statunitensi, segnarono una profonda crisi di vendite e di interesse verso il medium. La crisi colpì inevitabilmente anche le "big-two" (Marvel Comics e DC Comics). La Marvel Comics non riusciva a trovare una nuova forte linea editoriale dopo l'abbandono di Stan Lee come editor-in-chief del gruppo. Fu necessario aspettare l'arrivo di un ventiseienne Jim Shooter per affermare una nuova stabilità alla produzione dell'azienda (dal 1978). La DC Comics affrontò invece la più grande crisi della sua storia andando incontro nel 1977 a un collasso delle vendite passato alla storia come DC Implosion. Apparentemente il fumetto sembrava non aver più un futuro, se non come mercato ai margini dell'editoria e senza un vero e proprio sviluppo. In realtà gli anni settanta furono contraddistinti da un proliferare di nuove idee e formati editoriali, una new wave di autori e artisti che ne rivoluzionò gli stilemi narrativi, e nuove intraprendenti case editrici indipendenti. Il fumetto si liberò gradualmente dalle catene imposte dalla censura del Comics Code Authority e alla fine del decennio divenne un mezzo di intrattenimento non più percepito come prodotto per adolescenti o teenager ma capace di creare opere per lettori adulti e con un valore assimilabile a quello delle pubblicazioni letterarie in prosa. Tra gli autori da citare che riuscirono maggiormente a evidenziarne le potenzialità vi sono Neal Adams, Steve Gerber, Roy Thomas, Barry Windsor-Smith, Robert Crumb, Art Spiegelman, Don McGregor, Jim Starlin, Will Eisner. Il nuovo impulso arrivò da un fenomeno, inizialmente sottovalutato e marginale, come quello della distribuzione diretta che prevedeva la vendita dei comic attraverso negozi specializzati (le fumetterie o comic shop) e non più solo la grande distribuzione tramite edicole, market o supermercati. Il problema di questo secondo tipo di distribuzione (o Newsstand Edition Market) era che le copie invendute venivano mandate direttamente al macero. Mancava inoltre un sistema adeguato di pre-ordini e un contatto con i lettori. Diventava quindi difficile l'affermarsi di nuove idee, personaggi e formati. Nel corso del decennio, in particolare a partire dal 1972, la situazione distributiva subì una radicale trasformazione destinata nella seconda metà del decennio e negli anni ottanta a rivoluzionare il settore. In questo contesto nel 1977 nacque una rivista innovativa e di controcultura (rispetto alle opere mainstream) quale Heavy Metal (fondata da Leonard Mogel), la cui longevità e il materiale proposto ebbe un impatto duraturo sul mercato fumettistico. Come ogni fenomeno letterario, pittorico, di genere e intrattenimento, Heavy Metal non nacque per pura imitazione di Metal Hurlant d'oltreoceano o su un territorio social-culturale atrofizzatosi sul formato comic book o strisce per i quotidiani. La tradizione e diffusione del formato magazine che sia nel formato o sia nei contenuti di tipo antologico con autori internazionali si stava già diffondendo da decenni. Il primo significativo spartiacque fu il fumetto antologico Mad pubblicato a partire dal 1952. Per i primi 23 albi veniva ancora pubblicato in formato comic book ma dal carattere antologico e contenente storie a fumetti non mainstream, quindi non supereroistiche. L'editore attingeva a diversi autori semisconosciuti del mercato indipendente, dell'underground, di vignette e racconti satirici e dissacranti. A partire dal 1955 puntò proprio sul genere della satira a fumetti. La scelta fu tra le più vincenti nella storia del fumetto, portando la rivista a vendere 3 milioni di copie nei primi anni settanta. Dimostrò che il successo non doveva per forza passare attraverso il fumetto mainstream di Superman o L'Uomo Ragno (e le miriadi di imitatori) e neppure attraverso i popolarissimi personaggi della Disney. L'onda del suo clamoroso successo continua ancora oggi, anche se pubblicato dalla DC Comics. Un altro elemento a cui Mogel attinse per l'impostazione dei contenuti di Heavy Metal è la newsletter di Paul Krassner, che sembra non aver nulla in comune con la sua rivista, non condividendone il formato o vari fumetti. Si trattava invece di un bollettino di contro-informazione che presentava prospettive e interpretazioni che differivano da quelle dei media ufficiali. Venne denominata The Realist e negli anni settanta godette di una base di lettori intorno ai centomila abbonati. Arrivò ad includere articoli satirici (in stile Mad) e anche vignette. Mogel ne apprezzava la volontà di andare "oltre i limiti imposti dalla società. Non solo prenderli in giro ma oltrepassarli del tutto". Nel 1964 la Warren Publishing pubblicò la rivista in bianco e nero Creepy, nata con l'obiettivo di riportare in vita il genere horror popolarissimo ai tempi della EC Comics prima dell'introduzione del Comics Code Authority (da essa ignorato). Il sistema di autocensura era però applicabile solo ai fumetti in formato comic book, e il fatto di essere un magazine per lettori adulti permise a Creepy di raccontare ogni tipo di storia desiderasse, fosse essa raccapricciante o shoccante per il lettore. I punti di contatto con Heavy Metal erano quindi molteplici e riguardavano il formato, il rifiuto del mainstream supereroistico, l'impostazione antologica, il desiderio di andare oltre il buongusto e perbenismo e la multiautorialità. Mogel non si limitò però a riviste quali Mad o Creepy che godevano di grande popolarità e successo ma guardò anche al mercato underground dei primi anni settanta, caratterizzato da riviste simili (anche se più estreme nei contenuti) quali Witzned, Zap Comix, Slow Death, San Francisco Comic Book, Tits & Clits Comix, Snarf, Wimmen's Comix. Mogel non proponeva con Heavy Metal una novità o una sorta di punto di singolarità destinato a modificare la storia fumettistica ma si limitava a osservare il mercato per poi procedere grazie alle sue grandi capacità organizzative (tra cui la scelta di validi collaboratori) e alla capacità di intuire le nuove necessità di un mercato apparentemente al collasso. D'altra parte la stessa Marvel, tra i grandi editori, si rese già pienamente consapevole (specialmente dal 1973) della necessità di pubblicare fumetti per lettori adulti nel formato magazine. Ancora una volta dietro a tale intuizione vi era lo stesso Stan Lee e una pletora di giovani autori volenterosi di sperimentare e creare opere al di fuori del mainstream supereroistico. Tra questi si distinse particolarmente lo scrittore Steve Gerber. Il motore propulsore della nuova linea di Marvel Magazine fu il vulcanico Lee che nel 1972 lanciò Monsters Madness, durato solo tre numeri ma con contenuti originali e unici in quanto presentava immagini tratte dai classici film orrorifici (da Il mostro di Frankenstein a La mummia) combinate con didascalie di stan Lee che ne accentuavano sia l'aspetto tragico sia quello più umoristico. Nell'aprile del 1973 Lee insistette sul nuovo formato arrivando a creare nell'arco di soli tre giorni quattro nuovi magazine. Il primo fu Dracula Lives (maggio 1973); contemporaneamente venne distribuito Monster Unleashed, serie antologica con ristampe e nuove storie, distintasi per gli adattamenti di racconti di Robert Bloch e Robert E. Howard (su Solomon Kane). Ad agosto del 1973 uscì Vampire Tales con la prima storia su Morbius realizzata da Steve Gerber, al quale seguì il magazine Tales of the Zombie, dove Gerber ebbe modo di rimettersi in evidenza riplasmando il personaggio di Simon Garth. Gerber propose quindi a Lee un nuovo tipo di magazine che si sganciava dal genere horror e spaziava maggiormente tra generi e contro-cultura. Nacque quindi l'innovativa Crazy, rivista che influenzò notevolmente Mogel, realizzata in gran parte da Gerber con storie satiriche, parodie, articoli trasgressivi, opere d'ispirazione underground e una forte tendenza iconoclasta nei confronti del mainstream supereroistico. Mogel si ritrovava quindi verso la metà degli anni settanta a voler lanciare una nuova rivista che radunasse diversi elementi di quelle sopracitate ma evitandone gli errori e la prematura cancellazione. L'occasione e l'ispirazione le trovò durante un viaggio in Francia dove venne folgorato da una rivista che servì da pietra angolare per Heavy Metal, dando origine a un fenomeno editoriale decennale. Bisogna però sottolineare come il processo storico che portò a Heavy Metal non fu improvviso o casuale, ma fu frutto di una gestazione editoriale e di un mercato in corso da 25 anni (1952-1977).
La sua nascita avvenne quando l'editore Leonard Mogel si trovava a Parigi per avviare l'edizione francese della rivista National Lampoon. Fu in questa occasione che scoprì la rivista francese Métal Hurlant, che aveva debuttato nel dicembre del 1974, fondata da Jean Giraud (alias Moebius) e con Philippe Druillet, oltre ad altri partner. Le storie ivi contenute erano indirizzate a un lettore adulto ed erano caratterizzate da atmosfere surreali e tematiche avanguardiste che spaziavano e mixavano vari generi, dalla fantascienza al fantasy, dai sex comic all'horror. Gli artisti, autori e creatori delle opere contenute erano Moebius, Druillet, Alejandro Jodorowski, Enki Bilal, Caza, Serge Clerc, Alain Voss, Bernie Wrightson, Milo Manara, Frank Margerin e molti altri creativi di differenti scuole fumettistiche. Mogel ne volle realizzare una versione per il mercato anglo-americano e riuscì a ottenerne i diritti anche grazie al fatto che la Marvel Comics, già interessata a portarla negli Stati Uniti sotto la sua ala editoriale, lasciò cadere l'iniziativa. Jim Shooter e altri editor erano fortemente interessati a Metal Hurlant ma Jim ricorda che vi fu l'opposizione di Stan Lee, che la reputava troppo violenta, orrorifica e con storie eccessivamente votate a rappresentare scene di sesso. Questo, a suo avviso, avrebbe danneggiato l'immagine della casa editrice. Mogel ne ottenne quindi la licenza e nominò la rivista statunitense Heavy Metal, pubblicata interamente a colori su carta patinata e con un'attenta cura editoriale. La pubblicazione venne distribuita con l'avvertenza che si trattava di fumetti per un lettore adulto e fu (conseguentemente) completamente svincolata dalle restrizioni del Comics Code Authority. Nonostante l'elevato numero di pagine (rispetto ai consueti comic book americani) i costi rimasero contenuti anche grazie al fatto che furono tradotte e ristampate storie già pubblicate nella versione francese. Heavy Metal divenne immediatamente una serie popolare e di cui si discuteva sulle fanzine, riviste di settore e saggi accademici, divenendo un landmark della cultura pop e dell'intrattenimento e suscitando un enorme riscontro di vendite tra i frequentatori delle High School e dei College. Come viene affermato da molti critici e studiosi della storia dei comic :«...era vista e percepita come qualcosa di nuovo e differente. In un'epoca in cui i fumetti erano visti come un prodotto per ragazzini, quello non lo era affatto. Le storie presentate da Heavy Metal sono riflessive/introspettive, stimolanti e innovative, magnificamente disegnate e talvolta persino umoristiche». Non bisogna poi sottovalutare il frequente uso di disegni tesi a evidenziare scene di sesso e protagoniste dalle forme provocanti, elementi solitamente assenti dal fumetto mainstream degli anni settanta. Nonostante i suoi contenuti e il suo formato la rivista riuscì a godere di una buona distribuzione di copie nelle edicole divenendo visibile ad un vasto parco di possibili acquirenti. Il fatto che il suo debutto avvenne con successo nel 1977 non è però puramente casuale in quanto si tratta di un anno che a livello fumettistico e di cultura pop divenne un epicentro di contraddizioni (a livello commerciale e tematico) e di una vivacità raramente emersa nel settore dagli anni della Golden Age dei comic. Il 1977 fu l'anno in cui la Marvel tornò ad essere il traino del settore, tornando a generare ottimi profitti e riportando la popolarità del medium fumetto ad un livello che non si conosceva dalla Silver Age (gli anni sessanta). I fumetti più venduti furono la storica serie ragnesca The Amazing Spider-Man e Conan the Barbarian, scritta e voluta dal 1970 da Roy Thomas, un sostenitore che la Marvel si rivolgesse a franchise di successo per tentare un grande rilancio delle vendite. Grazie a lui approdò alla Marvel il fumetto di un nuovo film di fantascienza del regista George Lucas. Thomas ne ebbe una visione, ancora non terminata a febbraio, 3 mesi prima dell'uscita cinematografica (25 maggio) della versione definitiva. La serie divenne (a partire dal n.3) uno dei fumetti più venduti nella storia della casa editrice e, come affermò in seguito Jim Shooter, fu un game-changer che salvò un intero settore. Inevitabilmente si cominciò a puntare su idee derivative che spaziavano dai fumetti di Tarzan quali il celebre Tarzan Lord of the Jungle di Roy Thomas e John Buscema (pubblicato da Marvel dal 1977) alla serie Godzilla, King of Monster di Doug Moench e Herb Trimpe. La Marvel ottenne un enorme riscontro di vendite, anche grazie alla licenza sui cartoons di Hanna-Barbera, in particolare con le serie a fumetti DynoMutt e The Flinstone. Apparentemente il mercato sembrava appiattirsi su idee non originali e derivate da franchise esterni ai comic, ma in realtà Heavy Metal, per contrapposizione tematica, ne ricavò un'inaspettata forza editoriale e poté maturare anche grazie ad un terreno fertile prospero di iniziative indipendenti e rivoluzionarie. La DC Comics ripropose uno dei suoi team più bizzarri quali la Doom Patrol, una serie western iconoclasta (per il genere) dedicata all'ex-soldato sudista Jonah Hex, e riuscì ad affermare un supereroe afroamericano quale Black Lightning. Steve Ditko creò il supereroe più alieno (e alienato) della storia dei comic quale Shade, the Changing Man. Micheline creò una serie fantascientifica originale quale Star Hunters. Da sottolineare che quest'ultima, insieme a Shade, fu tra le top-seller DC per quanto riguardava il sempre crescente Direct Market. Ma l'opera a fumetti che maggiormente segnò l'anno 1977 fu la serie indipendente Cerebus di Dave Sim, pubblicata da dicembre e destinata a divenire la più longeva tra gli indie-comic (con i suoi 300 numeri seriali consecutivi) e punto di ispirazione per più generazioni di autori indipendenti. Il record di Cerebus venne battuto solamente dall'iconico personaggio creato da Todd McFarlane (dal 1992 e pubblicato da Image) con la storica serie Spawn. Rimase inoltre la dimostrazione di come questo fosse un periodo altamente ricettivo per le nuove idee, generi e formati, una cornice editoriale che sembrava modellata su misura per una rivista come Heavy Metal. Inoltre il 1977 risultò un anno cruciale per la cultura pop in generale e non solo fumettistica, che comunque subì una copertura mediatica senza precedenti. Dal 2 gennaio L'Uomo Ragno aumentò ulteriormente la sua popolarità con il successo ottenuto dalle strisce a fumetti pubblicate sui quotidiani (Comic Strips) realizzate inizialmente da Stan Lee e John Romita (queste strip portarono quotidianamente l'arrampicamuri nelle case degli americani e non solo). Lo stesso avvenne (anche se con minor seguito) con Howard the Duck (un papero alieno, contraltare Marvel di personaggi antropomorfi quali Paperino della Walt Disney) dal 6 giugno; Guerre Stellari divenne una saga di fantascienza tra le più seguite e acclamate, i fumetti a lei dedicati divennero un fenomeno di vendite che non si riscontrava dagli anni trenta e quaranta; dal 16 settembre la ABC Television dedicò una serie tv live-action a Wonder Woman; il 4 novembre su CBS Television andò in onda la serie di grande successo sull'Incredibile Hulk con Bill Bixby nei panni del Dottor Banner e il culturista ex-Mister Universo e 2 volte nei primi tre al Mister Olympia Lou Ferrigno nei panni del Golia Verde. La serie proseguì il suo run fino al 1982. Ma uno degli aspetti che più contribuirono a creare l'atmosfera adatta per il lancio di una serie quale Heavy Metal fu la tendenza del pubblico a premiare le novità e le riviste antologiche adult-oriented. Il 26 febbraio del 1977 debuttò infatti la rivista anglosassone 2000AD, distribuita anche in altri paesi di lingua inglese. Tale rivista vantava il debutto di Judge Dredd (dal secondo numero), un personaggio iconico tra i fumetti alternativi e indipendenti che mixano più generi tra il supereroismo, il vigintalismo, il distopico, il crime action violento, il grimm and gritty. Heavy Metal ebbe da subito un buon riscontro di vendite e si trattava di una rivista antologica che presentava fumetti di fantascienza classica, distopica e utopica. Si trattava di un'antesignana della stessa Heavy Metal. A questi eventi direttamente legati al settore dei comic ve ne sono altri che segnarono il passaggio di un'epoca quali una serie tv come Radici sulla denuncia documentata storicamente dello schiavismo, la nascita del disco club Studio 54 e il fenomeno della disco music, la morte per overdose di droghe del Re del Rock Elvis Presley a soli 42 anni, l'uscita del film di Steven Spielberg Incontri ravvicinati del terzo tipo dove si aveva un nuovo approccio alla presenza aliena sulla Terra non più vista come una minaccia tipica dei sci-fi movies anni cinquanta. L'anno si chiude con il film di culto La febbre del sabato sera con un protagonista quale John Travolta la cui voglia di trasgressione e divertimento notturno divenne un simbolo per un'intera generazione.

#### Consacrazione editoriale e apice storico delle copie vendute (1977-1981)
Heavy Metal n.1 (1977) venne pubblicata dalla Heavy Metal Communications, Inc., sussidiaria creata a proposito dalla Twenty Century Communications, Inc. Sulla cover si evidenziava uno slogan di presentazione quale "Fornitovi dalle stesse persone che vi hanno dato National Lampoon". Per quanto riguarda i contenuti, il sommario includeva materiale tratto dallo stesso National Lampoon; una versione a colori di Sunpot, fumetto underground di Vaughn Bode già pubblicato nel 1971; un estratto da La Spada di Shannara, libro scritto da Terry Brooks, primo capitolo di una saga fantasy che segnò ufficialmente il rilancio del genere fantasy; il resto delle storie presentava autori di valore internazionale quali Richard Corben, Philippe Druillet, Menzeries e Moebius. Si trattava comunque di storie già pubblicate in precedenza su Metal Urlant o altre pubblicazioni europee. Il primo fumetto originale realizzato da autori statunitensi si trova nel n.9 (dicembre 1977). Si trattava di sole 4 pagine ad opera di Len Wein e Howard Chaykin. Si trattava di un'opera sperimentale narrata come un poema da Wein con illustrazioni di Chaaykin. Già nel primo anno di pubblicazione si ebbe un successo insperato, con una vendita media per albo di 144.232 copie e vendite in fase crescente. A partire dal secondo anno la rivista poté quindi ampliarsi e proporre opere originali pur mantenendo autori quali Moebius, Corben e Druillet come pietra angolare. A marzo 1978 con il n.11 arrivò Barbarella di Jean-Claude Forrest. Nei numeri successivi si incluse una short-story di Charles Voss, Underground Comics di Stuart Nezin, Sabre di Don McGregor e Paul Gulacy (giugno 1978), l'adattamento del romanzo More than Human di Theodore Sturgeon, per i testi di Doug Moench e disegni di Alex Nino, l'adattamento del racconto Croatan del celebre Harlan Ellison ad opera dell'artista Alfredo Alcala (settembre 1978). Nel 1978 si registrò un aumento delle copie vendute con una media di 202.818 copie. La popolarità ottenuta contribuì a partire dal 1979 alla presenza di fumettisti americani che realizzavano opere appositamente per la rivista. Tra questi Trina Robbins, Gil Kane, Val Mayerick, Howard Chaykin cominciarono ad essere presenti con regolarità rendendo la rivista un punto di riferimento per chi voleva affrancarsi dal genere mainstream statunitense supereroistico. Dal 1979 vi fu un ulteriore ampliamento di proposte che portò la rivista all'anno di maggior successo commerciale della sua storia editoriale. Da giugno 1979 iniziò la serializzazione dell'adattamento del film di fantascienza Alien di Ridley Scott. Questa decisione derivava dall'enorme successo dei fumetti di Guerre Stellari che avevano rilanciato la Marvel. Gli autori della versione fumettistica dello xenomorfo furono Archie Goodwin per i testi e Walter Simonson per i disegni. Tale scelta si rivelò vincente e aumentò le vendite della rivista che da agosto iniziava un nuovo sodalizio narrativo tra comic e musica rock. La prima opera di questo progetto fu l'adattamento a fumetti dell'iconica canzone dei Rolling Stones dal titolo Sympathy for the Devil. In seguito al successo ottenuto con l'adattamento del fantasy letterario di Terry Brooks, da settembre arrivò l'adattamento del primo romanzo di Elric di Meldibone dello scrittore Michael Moorcock, mentre dal mese successivo arrivò l'horror surreale e interdimensionale di Lovecraft. Alla fine del 1979 la rivista raggiunse il suo picco storico di vendite, con una media di 204.015 copie vendute per mese. Tale risultato non venne più replicato negli anni successivi della sua decennale vita editoriale.
Il 1980 fu un momento di svolta per la vita editoriale: anche se non portò agli sperati incrementi nelle vendite, indubbiamente si alzò il livello dei contenuti soprattutto per quanto riguardava l'informazione, la sociologia tematica e la valenza culturale. Il publisher-fondatore-Redattore Capo Leonard Mogel decise di cambiare i due editor e direttori creativi in carica dalla fondazione della rivista: Sean Kelly e Valerie Marchant. Bisogna sottolineare che furono loro gli artefici dell'ascesa di Heavy Metal al picco di vendite della sua intera storia, pur partendo senza una base di lettori e con un prodotto al di fuori delle pubblicazioni mainstream. Il principale motivo addotto da Mogel fu la mancanza di testi a scopo informativo o saggi, che invece erano presenti in altre riviste del settore quali National Lampoon o Mad. Al loro posto venne chiamato Ted White, che aveva già esperienza su pubblicazioni quali Amazing Stories e Fantastic, per cui aveva collaborato tra il 1968 e il 1978. White non aveva quindi un'esperienza pregressa nel campo dell'informazione in quanto dedito alla selezione e contributi su riviste che trattavano di storie sci-fi e fantasy. La scelta di Mogel si rivelò comunque corretta: il nuovo direttore editoriale da lui selezionato intuì perfettamente le nuove linee editoriali e quindi assunse validi collaboratori (tutti nomi di spicco nel loro campo) come Lou Stathis, responsabile per l'informazione sulla musica rock, Jay Kinney, esperta di fumetto underground, Steve Brown, per recensioni e rubriche sulla letteratura di fantascienza e fantasy, Bob Stewart, per l'animazione e i concerti. Inoltre volle tagliare il cordone ombelicale che legava la rivista a Metal Hurlant e già dalla sua prima fase di gestione scomparve il banner "Copyright di Metal Hurlant", che venne invece sostituito da quello "tutti i copyright sono proprietà dei singoli artisti, degli autori, o dei loro rappresentanti". Heavy Metal divenne una pubblicazione totalmente creator-owned con la libertà di attingere a opere anche da altre riviste e case editrici. Si diede ulteriore spazio agli autori americani, proliferarono le parti redazionali e testuali, le rubriche e i brevi racconti in prosa. Da notare che dal numero di gennaio, a latere del titolo campeggiava lo slogan "The Adult Illustrated Fantasy Magazine" (ovvero La rivista a fumetti di genere fantasy per lettori adulti). Dal 1980 si ebbe un notevole interesse da parte di White e dai successivi editor nei confronti degli autori e artisti italiani. A dicembre 1980 si ebbe infatti l'arrivo di Guido Crepax, con la prima parte della storia Valentina Reflection e un'intervista di due pagine al fumettista italiano. La presenza di fumettisti italiani è rimasta costante fino al 2019. Il successo del legame che si venne a creare fu da subito giustificato anche dall'ottimo riscontro da parte dei lettori nei confronti dell'opera a fumetti Milady 3000 di Magnus (pubblicata da marzo 1981). Si trattava di un fumetto da poco pubblicato in Italia sulla rivista Il Mago ma la colorazione venne completamente rivista per la versione anglo-americana. A marzo White tentò la pubblicazione del primo manga mai apparso sulla rivista, ovvero Violence becomes Tranquillity di Shinobu Kaze. A differenza di quanto accaduto con la riproduzione di fumetti italiani, con i quelli giapponesi non si istaurò però un progetto duraturo e costante nella vita editoriale di Heavy Metal. Questo dipende dalla lunghezza delle storie, serializzate in Giappone spesso in un lungo periodo di tempo e con una longevità incerta, mentre nei primi anni ottanta White era alla ricerca di storie d'autore complete con un massimo di 48 o 64 pagine. Nonostante questo la cultura pop nipponica era comunque presente con la pubblicazione di articoli sugli anime a cui fu aggiunta una particolare predilezione per i lavori animati e a fumetti del maestro Go Nagai. Vista l'enorme popolarità dei manga ottenuta a partire dagli anni duemila, si tentò un nuovo approccio ai manga con la pubblicazione tra il 2019 e il 2020 di 3 storie a fumetti di Peach Momoko. Nel 1981 la rivista arrivò a definire chiaramente la sua linea editoriale e si erse a magazine bollato dal termine "di controcultura", un contenitore di critica sociale e di prese di posizione anti-sistema. Rimane storico ed emblematico l'articolo Art and Nazis (aprile 1981) dove si dava spazio alla prima vera e documentata voce dissidente nei confronti del presidente Ronald Reagan, sottolineando le contraddizioni e ingiustizie sociali della sua imposizione di un revisionismo neo-conservatore. La critica del giornalista e politologo Brad Balfour venne ampiamente contestata dall'élite e dagli stessi lettori, in quanto l'euforia per Reagan alla Casa Bianca e il suo rinnovato spirito nazionalista, pervaso da un ottimismo nel continuo sviluppo di nuove opportunità per chiunque, aveva creato un'euforia epidemica e irrazionale. Nel 1981 si manifestò ulteriormente la critica verso il governo reaganiano con l'articolo Moral Majority di Norman Spinrand, che sottolineava il progetto di manipolazione delle masse attraverso i media, la discriminazione dei più poveri, e la volontà di omologare un intero popolo dal punto di vista politico e finanziario. Spinrand sosteneva che dietro questa agenda si stavano gettando le basi per la creazione di un'élite monopolista, una piccola parte della popolazione che avrebbe concentrato su stessa oltre il 90% delle ricchezze generate dagli USA. Ormai a livello redazionale e nella percezione dei lettori la rivista non rappresentava solo un landmark nell'intrattenimento alternativo, ma era uno dei pochi punti di riferimento per denunciare il dissenso nei confronti del sistema. Tale impostazione venne da subito assorbita dall'edizione italiana della Sprea. A maggio 1981 tornarono le storie di Valentina, e a giugno vi furono una lunga intervista a Richard Corben e il contemporaneo debutto sulla rivista di una storia di Jim Steranko: Outland. Sia Steranko sia Corben erano tra gli autori più talentuosi della Bronze Age, ma entrambi erano polemici nei confronti della gestione dell'editoria a fumetti dominata dai supereroi delle Big Two (Marvel/DC), ritrovandosi quindi relegati ai margini del mondo dei comic di quel decennio. A luglio 1981 Heavy Metal ospitò un evento editoriale che innalzò il prestigio della rivista, vi è infatti pubblicato un racconto di Stephen King dal titolo The Blue Air Compressor. Da sottolineare l'aver osato pubblicare (con successo) una versione illustrata da Terrance Lindall del poema epico Paradiso perduto di John Milton. Non ogni storia doveva necessariamente essere autoconclusiva, come inizialmente dichiarato da White, ma vennero pubblicate anche saghe serializzate in più albi, come quelle di Richard Corben, Pepe Moreno e Matt Howarth. Il 1981 si chiuse quindi con una rivista poliedrica nelle tematiche, nei contenuti e nella loro struttura, mischiando opere di autori internazionali sia statunitensi sia europei (francesi, italiani e spagnoli). Le copertine erano poi affidate ad una miriade di artisti differenti. A questo si aggiungeva una sezione di testi di giornalisti di inchiesta e grandi autori quali lo stesso Harlan Ellison. Indubbiamente il 1981 vide un ampliarsi del valore e della varietà della rivista, portandola ad un livello qualitativo finora ineguagliato dalla sua creazione o rispetto a pubblicazioni simili. In questo si presentava come la vera erede (ed evoluzione) della rivista sorella National Lampoon, a sua volta indicata a livello accademico come «...l'erede delle riviste underground anni sessanta, un prodotto comico e totalmente scorretto destinato ad un pubblico di giovani adulti universitari» Dal punto di vista delle vendite iniziò però un declino: l'apice di albi venduto nel 1979 rimase ineguagliato. Le copie vendute nell'arco del 1981 si attestano attorno alle 172.116 per albo.
Nel 1980 Heavy Metal si trovò ad affrontare la sfida diretta con la rivista Marvel Epic Illustrated, fortemente voluta da Jim Shooter su suggerimento di Rick Marschall. Quest'ultimo lo aveva convinto dell'enorme potenziale commerciale dato da una pubblicazione che sapesse catturare i lettori adulti che abbandonavano il fumetto supereroistico e cercavano fumetti più maturi e critici nei confronti del sistema socio-politico. Inoltre il formato rivista permetteva la pubblicazione di storie a fumetti che spaziavano vari generi e ospitavano diversi autori di valore internazionale, oltre a rubriche e articoli che riflettevano sulla realtà politica e finanziaria con una posizione spesso critica e di dissenso. Shooter aveva preso come un affronto il successo di Heavy Metal ed era convinto di poterla battere sullo stesso piano tematico e di contenuti. Pur vantando un'alta qualità delle storie proposte, contenuti per lettori maturi ed opere creator-owned (una svolta epocale per la Marvel) la Epic Illustrated perse il confronto, registrando vendite scarse o mediocri, e chiuse nel 1986 mentre Heavy Metal nello stesso anno vantava 120 mila copie vendute per albo. Bisogna sottolineare che la percezione data da Epic Illustrated era pur sempre quella di una rivista Marvel, contraddistinta da un'immagine precisa e che non poteva infrangere ogni confine narrativo. In effetti l'imprint che ne nacque, ovvero Epic Comics, presentava anche personaggi derivanti dal canonico universo Marvel. D'altra parte la rivista era curata da editor abituati a lavorare e gestire una major del settore avendo un passato radicato nella storia del fumetto ed essendo fuori dalle sperimentazioni più ardite degli indie-comics o del fumetto underground.
A partire dal 1979 la rivista cominciò anche ad interessarsi alla pubblicazioni di comic strip, ovvero le strisce quotidiane a fumetti inserite nell'impaginazione dei quotidiani da edicola. Anche in questo caso arriva a proporre destinata ad avere uno status di cult nel suo genere. Si rivolse infatti all'autore Paul Kirchner, un fumettista underground che operava principalmente tra gli anni settanta e ottanta. Questi propose la celebre comic strip The Bus, prima della quale si era procurato una certa notorietà per aver creato il western artistico-psichedelico Dope Rider e si era distinto per le sue copertine surreali e psichedeliche per la rivista pornografica Screw. Per Heavy Metal cambiò genere ma mantenne i tratti surreali e grotteschi tipici dei suoi lavori. Il concetto di base apparve semplice in quanto vedeva un uomo qualunque che aspettava il pullman alla fermata di un bus dove si recava abitualmente; inoltre, il fumetto era muto, i protagonisti erano quindi lo stesso passeggero, l'autobus, e l'ambiente urbano circostante. E fu proprio l'ambientazione estraniante e cittadina a generare alcune delle vignette più significative, in quanto la città si trasformava in un labirinto popolato spesso da strane creature, inconcepibile nella sua stessa struttura. L'impressione era di trovarsi di fronte ad una resa della propria individualità. Ispirato da Robert Crumb, Kirchner riuscì a fondere la desolazione urbana e lo spirito icastico di una società post-moderna che anche nel semplice atto di prendere un mezzo pubblico crea desolazione, isolamento, deliri onirici e una evidente incapacità di sviluppare una dimensione umana dove ogni individuo non dovrebbe ritrovarsi a lottare contro la solitudine, la depressione e diverse psicosi. Da notare che l'emblematico passeggero viene spesso indicato come alter-ego dello stesso autore e della sua incapacità di inserirsi in una società straniante e disumana. Nonostante i presupposti, nella cifra stilistica si mantenne fedele alle canoniche strisce di comic cercando di rimanere in una struttura rigida (in genere 6 vignette) nella loro composizione. Lo stesso autore affermò che il suo punto di riferimento era rimasta la storica striscia Little Nemo di Winsor McCay, fumetto che all'inizio del secolo aveva gettato le basi per lo sviluppo dell'intero medium. Come nel caso di Nemo, che rivive e ripercorre ogni notte una nuova bizzarra situazione per poi risvegliarsi al mattino, con The Bus si riprendeva la stessa dinamica narrativa, con una realtà che sembrava ripetersi ma portava i personaggi in situazioni surreali e oniriche, riflesso dell'ambiente in cui vivevano e vicolo che gli permetteva di esprimere le proprie psicosi. Kirchner dimostrò inoltre una vasta cultura fumettistica, dell'animazione e della pop-art. Oltre a ispirarsi al classico di McCay, si rivolse e trasse spunto da Bosch, Escher, i cartoni animati della Warner Bros., dai classici di Max Fleischer, Magritte e Dalì (per citarne alcuni). La sua opera si espanse quindi all'interno dell'immaginario collettivo dando ai lettori parecchi spunti di riflessione e un'eco costante alle arti di intrattenimento della pop-art. The Bus ebbe un grande successo tra i lettori e la striscia venne pubblicata ininterrottamente su Heavy Metal tra il 1979 e il 1985. Nel 1986 il magazine subì drastici cambiamenti tra cui la periodicità che da mensile divenne quadrimestrale. Non bisogna poi trascurare una certa stanchezza e timore di ripetitività nei contenuti da parte dello stesso autore.

#### 1982-1985: Quattro anni di massimo splendore
Nel 1982 la rivista era ancora nel pieno del successo, anche se non si replicavano le vendite del 1979. La situazione venne evidenziata dall'arrivo delle pubblicità che vedevano nella rivista un buon viatico per una certa tipologia di prodotti. Nel gennaio del 1982 erano presenti le pubblicità di 2 album: Exit...Stage Left, doppio LP Live dei Rush, e Dead Ringer, LP di Meat Loaf. Entrambi furono un successo commerciale. Questo dimostrava come le case discografiche vedessero nel lettore della rivista un potenziale acquirente e nei suoi contenuti tematiche affini alla musica proposta. Da notare che l'acquirente medio di questi album aveva tra i 13 e i 30 anni. Inoltre gli introiti derivanti dalle pubblicità sopperivano al leggero calo di vendite della rivista rispetto a fine anni settanta. Il 1982 vide un impressionante aumento dei lettori che aumentarono di 62 mila unità. Shooter d'altra parte non si dava pace per il decremento e quindi mancato successo commerciale di Epic Illustrated. L'aumento delle vendite va ricercato ovviamente nel materiale proposto da Heavy Metal, in gran parte proveniente da Metal Hurlant e dalla presenza di autori non statunitensi, quindi alquanto differente dagli stilemi narrativi e soluzioni stilistiche a cui era abituato il lettore USA. Inoltre gli articoli proposti generavano sempre un rinnovato interesse e proponevano tematiche di cultura alternativa. Tra questi bisogna citare il saggio di David Blake pubblicato tra maggio e ottobre che tratta di quella che lui definisce la "Terza Rivoluzione Sessuale", punto cardine della contro-cultura della nuova generazione hippie. Tra l'altro si dava sempre più spazio agli autori italiani e nel numero di agosto 1982 arrivò il terzo artista italiano (dopo Magnus e Crepax). Si trattava di Milo Manara con il fumetto Lo scimmiotto, opera che proseguì anche nel 1983. Il 1983 viene ritenuto uno degli anni migliori (se non il migliore) per i contenuti fumettistici e gli articoli proposti. Per le opere a fumetti vi troviamo: Il Mercenario di Segrelles, Outland di Steranko, l'Incal di Moebius, Den II di Corben. Inoltre il 1983 fu l'anno della definitiva consacrazione del fumetto italiano. A gennaio furono presenti sullo stesso albo 2 autori italiani: Milo Manara e Guido Crepax con L'Uomo di Harlem, e nel numero di luglio la copertina venne dedicata al Ranxerox di Tanino Liberatore. L'opera piacque subito ai lettori di Heavy Metal e lo stile di Liberatore venne considerato rivoluzionario. Il suo successo fu confermato dall'intervista che gli venne dedicata nel numero di dicembre, dove venne definito come «il talento maggiore proveniente dall'Europa dopo Moebius». Il 1983 fu anche l'anno in cui la rivista attrasse definitivamente il mondo del cinema, esemplificato dalla presenza della pubblicità per il film demenziale Porky's II. Erano presenti inoltre interviste a registi importanti quali David Cronenberg, Wim Wenders, e Walter Hill.
Nel 1984 si ebbe un calo leggero nelle vendite (21 mila copie), ma si trattava probabilmente di lettori occasionali in quanto gli abbonamenti annui aumentarono di 1000 unità. Si trattò quindi di un'altra annata vincente soprattutto considerando che la rivista sorella National Lampoon vide un inesorabile crollo delle vendite, parallelamente a Epic Illustrated che chiuse 2 anni dopo. Bisogna tener conto che questo fu l'anno di massima popolarità del presidente Reagan, del capitalismo neoliberista, dell'omologazione culturale e della sensazione che il sogno americano fosse ormai a portata di chiunque. Diventava quindi più difficoltoso per le riviste di controcultura e dissenso riuscire a mantenere il mercato. Heavy Metal però ci riuscì e il periodo 1984-1988 (anno della fine dei due mandati presidenziali) non scalfì la popolarità della rivista. Questo fu dovuto alla scelta oculata e sempre di alta qualità dei fumetti proposti e ad una leggera variazione nella tematica degli interventi redazionali. Invece di opporsi direttamente al sistema, si scelse di non sfidare apertamente il pensiero dominante (dal 1991 definito Pensiero Unico, dopo il crollo dell'Unione Sovietica) e si cercò di proporre un pensiero alternativo che abbracciasse la filosofia, la finanza, la politica e il sistema educativo e d'informazione. Il continuo successo anche nella seconda metà del decennio è da attribuirsi (in gran parte) alla coordinatrice redazionale Julie Simmons, che dichiarò:«...Heavy Metal sta crescendo. Vi offriremo un nuovo design, fumetti migliori, più coerenti e una voce editoriale che li lega assieme». Tali propositi si manifestarono nell'incremento degli spazi pubblicitari, nuovi autori e artisti quali Schuiten, Geoff Darrow, Torres, Gimenez e altri autori provenienti dal fumetto ispanico. Congiuntamente, vi fu un ulteriore incremento della presenza del fumetto italiano e del fenomeno Liberatore (acclamato da Corben come il nostro nuovo campione), a cui venne assegnata la copertina di apertura del 1985 (nel cui albo è anche contenuta una sua storia a fumetti Sax Blues). Nel corso dell'anno tornò con l'opera Ranxerox 2: Buon Compleanno Lubna. Per quanto riguardava il cambiamento del design e dell'impostazione grafica, si decise di pubblicare l'intera rivista a colori senza più pagine a fumetti in bianco e nero. La decisione portò però ad un notevole aumento dei costi che costrinse l'editore a passare da periodicità mensile a trimestrale (a partire dal 1986). La scelta era però inevitabile per migliorare la qualità nella proposta delle opere e proporre qualcosa di nuovo che spiazzasse la concorrenza e attirasse nuovi e stabili lettori. Tra le interviste da segnalare vi è quella di giugno 1985 a George Romero e quella di dicembre a Federico Fellini poco prima dell'uscita del suo film Prova d'orchestra.
Il successo della rivista portò alla pubblicazione di un voluminoso magazine dal titolo Bride of Heavy Metal pubblicato il 24 settembre 1985 e contenente storie inedite create da alcuni dei più importanti autori e artisti che avevano collaborato a Heavy Metal. Tra questi vi erano Alberto Breccia, Alfonso Aspiri (artista), Beb Deum (artista), Carlos Trillo (scrittore), Charles Imbert (scrittore), Horacio Altuna (artista), Juan Jimenez, Paul Kirchner (rinomato per la comic strip The Bus), Guido Crepax (acclamato per Raxerox), J.D.King, Philipe Glaucher. La copertina fu affidata a Pamela Lee.

#### 1986-1992: Nuova Fase
(Julie Simmomson)
Dopo il picco di vendite dei primi anni ottanta la rivista (dal 1985) perse lettori tornando ai livelli di vendita del biennio 1977-1978 (150 mila copie per mag). Si era lontani dai fasti del 1982 con un picco di 262 mila copie. Vi fu inoltre un aumento delle spese e un mercato sempre più competitivo nel produrre e distribuire fumetti anche per un lettore adulto. Questo spinse la direttrice Simmons ad aprire il 1986 con una frase spiazzante ma ficcante: «Tra il 1978 e il 1985 ....non esisteva negli USA una cultura a fumetti, come poteva esserci in Francia. I lettori avevano le strisce quotidiane o i comic book mensili , che sviluppano trame nel corso di mesi e poco altro. Non esisteva un mercato di libri (magazine e volumi) a fumetti....Abbiamo preso in considerazione tutti i problemi che voi lettori avete sollevato e siamo orgogliosi di dire che ci abbiamo messo solo 8 anni per trovare una soluzione». La rivista passò infatti da mensile a trimestrale e divenne interamente a colori. A partire dal 1987 il magazine divenne antologico contenente solo opere a fumetti autoconclusive in quanto i lettori si lamentavano della serializzazione delle storie. Alla serie regolare vennero affiancati 4 volumi a fumetti (che oggi definiremmo graphic novel, all'epoca chiamati Heavy Metal Special) in cui si presentavano storie più corpose e spesso composte da più episodi. L'altra sostanziale modifica venne annunciata a fine del 1986 in una pubblicità che annunciava la Heavy Metal Report, ovvero una newsletter che avrebbe raccolto gli articoli giornalistici e le sezioni redazionali. Il lettore degli anni ottanta sembrava infatti aver perso interesse nella parte redazionale della rivista. Prima di dover quindi licenziare validi giornalisti d'indagine, scrittori e saggisti si cercò questa via alternativa. La proposta consisteva in 26 numeri da vendersi attraverso un abbonamento postale ma l'iniziativa fallì. Julie Simmons aumentò inoltre i contenuti realizzati da artisti stranieri attingendo a magazine e opere a fumetti non provenienti dal mercato anglo-americano. Tra questi autori "non USA" spiccò l'Italian wave. Già a fine del 1986 arrivò Hugo Pratt conThe Mistery at Bray (non è il titolo originale), che però fu la sua unica storica per Heavy Metal: si trattava difatti di una story autoconclusiva e pubblicata nel 1972, dove l'enorme potenziale dell'autore non veniva evidenziato e che lasciò freddo il lettore statunitense. Il numero con data di copertina "winter 1986" rimase comunque storico per l'affermazione degli autori italiani oltreoceano in quanto su 5 storie, 3 erano prese da opere realizzate da fumettisti della penisola. Oltre a Hugo Pratt vi erano Massimo Ghini con una storia che rifletteva su un'ipotetica tecnologia del post-2000, e Sesar che con The Great Kong portava una sua versione sul celebre gigante scimmiesco. L'arrivo più dirompente e progenitore di diverse polemiche è però quello di Paolo Eleuteri Serpieri con il suo sexy/provocatorio Druuna. Il debutto avvenne nel mag "summer 1986" e proponeva l'opera Morbus Gravis che si rivelò la più significativa del periodo 1986-1988. La copertina dell'estate 1986 fu affidata proprio a Serpieri, ma tra le conseguenze della pubblicazione dell'opera vi fu il blocco dell'importazione di Heavy Metal in Canada, con le copie bloccate sul confine USA/Canada. Druuna venne ritenuto osceno e in violazione dell'articolo canadese 9956 che non accettava l'importazione di materiale contenente sesso, violenza, bondage. Julie Simmons, creando scontento all'interno della community di Heavy Metal, accettò le censure pur di non perdere le 36000 copie di venduto in Canada. Bisogna considerare che tra il 1986 e il 1988 vi era stato un ulteriore calo delle vendite da 123 mila circa a 115 mila. Nonostante questo, la reazione andò contro la tendenza precedente e si decise di tornare dal 1989 ad una periodicità bimestrale. La scelta risultò vincente in quanto le vendite si alzarono leggermente, per poi rimanere stabili tra il 1992 e il 1998 (circa 115 mila). Negli anni novanta la rivista perse però il suo carattere anarchico e dirompente iniziando quella che fu una fase definita "estetizzante", in cui si puntava sulla qualità delle opere a fumetti, soprattutto sulla qualità dei disegni e sulla dinamicità delle storie.

#### 1992-2015: L'epoca di Kevin Eastman
Tale linea editoriale si evidenzia maggiormente a partire dal 1992 con l'acquisto del gruppo che pubblica Heavy Metal da parte della Tundra di Kevin Eastman, trademark della Metal Mammoth Inc. Eastman era diventato uno dei principali autori di fumetti indipendenti nel 1984 avendo creato insieme a Peter Liard il fenomeno editoriale delle Tartarughe Ninja Turtles. I suoi personaggi crearono un merchandising e prodotti multi mediali senza precedenti nel mercato indipendente portando notevoli guadagni al duo Eastman / Liard che ne hanno sempre detenuto i diritti e la proprietà intellettuale. Eastman liquida la Simmons alla fine del 1992 e dal marzo 1993 prende il controllo totale della rivista divenendone sia editor-in-chief sia publisher. Tra il novembre 1992 e il febbraio 1993 si ha modo di pubblicare opere già contrattualizzate dalla precedente gestione. Nonostante il buon lavoro svolto e l'esperienza accumulata la direttrice creativa/editor Julie Simmons perde l'incarico a fine 1992.
Se la prima fase (1972-1985) ha come autori simbolo Moebius e Liberatore, e la seconda (1986-1991) ruota intorno a Serpieri e Torres, il nuovo corso di Eastman trova nell'originale, eccentrico, dissacrante, cartoonesco e ipertrofico stile di Simon Bisley. Il lettore ne è entusiasta e le tavole realizzate dall'artista attirano subito l'attenzione delle Big-Two (Marvel e DC). Eastman non smentisce la sua poetica di autore e vede in Bisley l'artista che può garantirgli un rinnovamento (e più accattivante) nell'impostazione delle tavole, una ulteriore capacità di cavalcare il trash-action e sfidare apertamente (e sul loro campo) anche i sette partner creatori della Image (dal 1992): Rob Liefeld, Todd McFarlane, Jim Lee, Whilce Portacio, Erik Larsen, Marc Silvestri e Jim Valentino. Le opere già pubblicate all'estero diminuiscono, per puntare su pubblicazioni originali e la rivista si svuota completamente di ogni rubrica polemica o anti-sistema. Il processo era già iniziato prima dell'arrivo della Tundra, ma rimaneva l'editoriale a creare spunti di riflessione. Con Eastman anche questo si modifica divenendo una vetrina per i prodotti di merchandising e promuovere licenze a livello multimediale. Il nuovo proprietario/redattore capo prende in gestione la rivista in un periodo difficile e molto competitivo anche sul piano dei comic per lettori maturi. Nel biennio 1992-1993 la Marvel satura il mercato in preda ad una bolla speculativa alimentata dalle illusione di guadagni sul Mercato Secondario e l'apertura di migliaia di fumetterie. La DC nel 1993 crea l'imprint Vertigo gestito dalla co-creatrice Karen Berger. I fumetti sono indirizzati a lettori adulti e le proposte risultano essere vincenti sia a livello commerciale, sia a livello qualitativo anche grazie all'arrivo per la nuova etichetta dei grandi autori britannici (British Wave). La Marvel espande la linea Epic, pubblica graphic novel e lancia imprint privi del Codice di autocontrollo dei fumetti, al fine di distribuire opere che non sono più incentrate su lettori young adult. Tra queste spicca la linea Big Guns composta inizialmente da Cage, il nuovo Punisher War Journal, Silver Sable, Terror Inc., i titoli prodotti dalla Marvel United Kingdom (tra cui Death's Head II e Motormouth), le linee Horror Midnight Sons e Razorline, gestita da Clive Barker. La Marvel e la DC aumentano esponenzialmente pubblicazioni mature per un lettore ormai in fase post-adolescenziale entrando in diretta competizione con le opere di Heavy Metal, ormai divenuta una rivista antologica di fumetti. Nonostante questo Eastman è ottimista per il nuovo corso sottolineando come le vendite online, tramite i sito ufficiale e attraverso il colosso nascente Amazon aumentano del 30/40 %. Il punto è che le copie totali vendute calano a fine anni novanta, attestandosi intorno alle 100 mila. Qui si assiste ad un drammatico tracollo delle vendite che porta la rivista a vendere sole 57 mila copie circa nel 2008. Quando poi si passa alle misere 37000 del dicembre 2011, Eastman è disposto a vendere anche se mantenendo una quota di minoranza. La sua gestione e proprietà termina nel 2015 anche se Eastman cerca di mantenere l'ottimismo sul futuro di Heavy Metal affermando in uno dei suoi ultimi editoriali: «Per celebrare il nostro trentacinquesimo anniversario stiamo effettuando molti cambiamenti...così da potervi dare la stessa qualità che vi aspettate da noi per i prossimi anni».

#### 2016-2019: La gestione di Grant Morrison
(Grant Morrison)
Nel 2015 si concretizza il passaggio della proprietà sulla rivista dalla {{}}compagnia di Kevin Eastman alla nuova società: Heavy Metal Media, LLC di David Boxenbaum e Jeff Krelitz. Heavy Metal si trova in uno dei momenti più difficili della sua decennale storia, sia dal punto di vista commerciale sia per quanto riguarda i contenuti. Ma la nuova proprietà ha già visionato una possibile soluzione, ovvero affida il ruolo di redattore capo e direttore creativo a Grant Morrison. L'arrivo di uno degli autori più famosi nel mondo fumettistico viene pubblicizzato già con 12 mesi di anticipo (dal n.269) con una massiccia campagna promozionale che lo definisce come "la rockstar del fumetto". La sua gestione dura 16 numeri in cui lo stesso Grant afferma di aver riversato ogni sua energia creativa come scrittore, come fumettista e come saggista. Da subito decide di dare un tema ad ogni magazine (quali sesso, fantasy, fantascienza, fetish, musica, distopia, ucronia e altro ancora). Prende in consegna la gestione della rivista dal maggio 2016 con il n.280, un albo di 140 pagine che contiene 7 storie a fumetti realizzate da autori internazionali. Una di queste è realizzate dallo stesso Morrison che la definisce come una storia di "fantascienza vecchia scuola", il titolo è Beachead ed è disegnata da Benjamin Marra. Grant sceglie personalmente e con cura particolare (puntando sull'originalità e atipicità nel ruolo degli artisti coinvolti) le tre copertine variant con cui si presenti la nuova gestione. Gli artisti selezionati sono il pittore di pop-art Ron English, l'illustratore britannico Mozchops e Gail Potocki, definito un "symbolist painter". Volendo sottolineare l'audacia, l'originalità e la vena anticonformista della sua gestione il secondo albo che lo vede editor-in-chief (il n.281) viene pubblicizzato come "Sex Special" e ha come tema il sesso sia carnale sia come forma di espressione della propria personalità. Le storie sono esplicite e narrano il sesso attraverso fumetti che declinano nella perversione, nel surrealismo, nello psichedelico, simbolismo magico e contesti ai limiti dell'assurdo. Seguendo questa impostazione tematica ogni numero di Morrison riporta il termine "special" seguito dal focus narrativo di quella rivista. Il n.282 (settembre 2016) è lo "sci-fi special", dedicato alla fantascienza, il n.283 (novembre 2016) è il "fear special", con storie votate all'incutere paura, il n.284 (gennaio 2017) è il "mythic special", con storie in stile sword and sorcery. In questo numero vi è una storia scritta dallo stesso Morrison che suscita un certo dissenso e indignazione nei credenti del Cristianesimo e che viene definita dall'autore come una "sword and sorcery di psicopatici con protagonista Gesù Cristo". La storia viene anche stigmatizzata da una copertina variant del pittore Ken Kelly, celebre per le sue cover per album e cd tra cui alcune dei Kiss. Il n.285 è il "Love special", incentrato sui rapporti amorosi incentrati sui sentimenti e le conseguenze affettive che ne conseguono. Il mag si distingue per la presenza della storia Mythopia dello stesso Morrison (ai disegni Andy Belanger) e Al Shiteru di Liberatore. A questo segue un numero (il 286 del maggio 2017) tra i più significativi ed emblematici dello scrittore scozzese. Il banner di copertina lo enfatizza come il "Magick Special", albo in cui Grant si sente particolarmente coinvolto in quanto un praticante e studioso della Chaos Magick. Non a caso lo stesso Morrison viene rappresentato in copertina, disegnata da David Stupakis, dove viene rappresentato come un profeta e maestro di questo settore delle arti magiche. All'interno è inoltre presente un lungo articolo sulla Chaos Magic il quale viene già pubblicizzato sulla copertina con la presentazione "Grant Morrison's Epic Article on Chaos Magick inside!". Da evidenziare che tra gli autori che contribuiscono all'albo vi è l'astro nascente Donny Cates. Il volume successivo (n.287) è il "music special", che si focalizza sull'heavy metal realizzando storie ispirate dalle canzoni degli Iron Maiden, Ozzy Osborn, Rob Zombie, Motley Crue, Marilyn Manson, In Flames, Vamps, Gojira e Hollywood Undead. Per la prima volta la rivista viene distribuita inizialmente come digital comics (il 26 luglio 2017) e solo successivamente in forma cartacea (9 agosto 2017). Il vol.288 è denominato "weird special" e vuole celebrare i 40 anni di vita della rivista. Grant raduna gli autori e artisti che più hanno caratterizzato la storia di Heavy Metal dal 1977 al 2017. Ritorna Richard Corbene con l'ambiziosa storia Murky World che prevede una serializzazione in 15 parti da essere pubblicate su altrettanti numeri della rivista. Kevin Eastman ritorna sul magazine con una storia disegnata da Simon Bisley, l'autore da lui prediletto durante la sua gestione, per adattare a fumetti la canzone The Bleeding del gruppo metal "Five Finger Death Punch". Grant Morrison è presente con 2 storie brevi: la prima è inedita, si intitola New Madonna ed disegnata da Menton 3, la seconda è una riedizione a colori di una storia già pubblicata in bianco e nero dal titolo The House of Heart's Desire. John Beavens ritorna con Where Vices Lead, sull'origine dei 7 peccati capitali. A queste si aggiungono la breve storia di sole 2 pagine di Peach Momoko, Mouth Baby di James Harvey, l'artista lituano Natalie Shau con una galleria di immagini. da notare l'inusuale scelta di proporre una storia legata al franchise cinematografico di Hellraiser La copertina vede la riproposta in versione rimasterizzata e ricolorata dell'icona immagine di Death Dealer di Frank Frazetta. Il numero successivo è il secondo "sci-fi special" con l'inizio di una storia in tre parti di Michael Moreci intitolata The Door. Grant Morrison torna a collaborare con Benjamin Marra con una storia bizzarra ma che viene presentata come "true story" (ovvero una storia realmente accaduta) che racconta cos'è accaduto (di surreale e mai raccontato) quando William S. Burroughs ha intervistato David Bowie per la rivista Rolling Stones nel 1973. Da notare la presenza dell'intervista fatta allo stesso Morrison per l'adattamento televisivo del suo fumetto Happy!. Il vol.290 (giugno 2018) è il "deadly issue", l'albo antologico e monotematico dai toni più dark finora pubblicato sotto la gestione di Morrison. Da segnalare la presenza della seconda parte della controversa storia The Savage Sword of Jesus Christ, la terza parte di Murky World di Corben e una storia inedita sul Death Dealer di Frank Frazetta. Il vol.291 è uno dei più audaci e disinibiti della gestione Morrison in quanto è il "fetish Issue" che si distingue già dalla copertina che raffigura una foto scattata dal fotografo professionista Nikki Sixx. Si tratta della seconda photography cover mai realizzata nella pubblicazione di Heavy Metal Le due storie più significative sono Nihilophilia di Morrison e Tula Lotay, e quella disegnata dal surreale artista Menton 3. Vi è inoltre un tributo ad un mito letterario del genere sci-fi scritto da Patton Oswald e disegnato da Bill Sienkiewicz. Il vol.292 (gennaio 2019) è il bizzarro e psychedelic issue. Il vol.219 (maggio 2019) è il cupo e horror Beyond Darkness Special, che vede il ritorno di Stephen King con la storia Little Green God of Agony. La precedente del maestro dell'horror risale a 38 anni prima (nel 1981): The Blue Air Compressor. Il vol.294 del giugno 2019 è uno dei più originali (a livello tematico) partorito dalla mente di Morrison. Il banner di presentazione è Industrial Special, su una cover principale (Cover A) particolare e dettagliatissima di Donato Gianicola. Il tema delle storie ruota intorno al disagio portato (e che porterà) tra l'uomo e lo sviluppo di una tecnologia in piena accelerazione, spesso estraniante e potenzialmente autodistruttiva (ne dipende dalla consapevolezza di come usarla). Si tratta di un problema ormai storico, iniziato con la prima rivoluzione industriale fino agli avanzatissimi processi dell'attuale automatizzazione della produzione, destinata a sostituire il lavoro dell'uomo stesso. I nomi coinvolti sono tutti di alto profilo sia se sono fumettisti professionisti, sia se provengono da altri settori. Vi è il (secondo) ritorno di Kevin Eastman, dopo la sua gestione con una storia definita "techno romance" (Dance, Death, Dance), il gruppo musicale Ministry (appartenente al ramo "industrial band") che adatta la sua canzone "thives" su disegni di Andrea Mutti, la storia "If/Thrn" Genevieve Valentine sul conflitto tra sentimenti e macchine incapaci di comprenderli, viene presentata una religione determinata da evoluti computer in "1nfer3no", e altre ancora. Da segnalare il ritorno di uno storico autore di Heavy Metal quale Philippe Caza con "Planet Carnivore" e l'esordio di un giovane fumettista quale Jesse Lonergan. Il vol.294 è anche l'ultimo della gestione di Grant Morrison che con la scusa del cambio manageriale decide di abbandonare il suo ruolo. L'impegno messo nella sua gestione di Heavy Metal è stato per lui motivo di esaurimento creativo e parziale delusione nei risultati ottenuti. Prova di questa disaffezione risiede nel fatto che lascia incomplete alcune sue storie in via di serializzazione. Lascia in eredità un'impostazione del magazine che viene seguita anche dalla gestione successiva e una serie di polemiche e controversie che riporta la rivista al suo ruolo di punto di riferimento per la controcultura, l'innovazione e la provocazione..

#### 2019-2022: Periodo di transizione
La gestione immediatamente successiva a quella di Morrison ne porta avanti l'impostazione a tema per ogni albo, questo fino al celebrativo n.300, dopo il quale viene abbandonata. Ne riprende diversi autori e ne porta avanti le serializzazioni già iniziate come quella dell'ambiziosa storia in 13 parti Murky Wold di Corben.
Come già programmato, il vol.295 (ottobre 2019) è l'atteso "music special". Le storie sono adattamenti di canzoni dei Megadeath, Tenacius D, Amon Amarths, Def Leppard, Judas Priest, Code Orange, High on Fire, Ho99o9 e altri ancora. Da segnalare la presenza di un articolo di approfondimento sugli Iron Maiden. Vi è inoltre un articolo sul fumettista britannico Gerald Scarfe con particolare attenzione alla sua collaborazione con i Pink Floyd. Il volume successivo è marchiato come "street art special" e vuole presentare storie non convenzionali e particolarmente audaci se non dissacratorie di giovani autori tra i quali: Deih, Faith XLVII, Olek, Tristan Eaton, Swoon, Stephanie Phillips, Nychos, Lurk e altri. Si tratta di una generazione di scrittori e disegnatori che trova difficoltà ad affermarsi anche negli indie-comic. Il vol.297 è il "winter special" dedicato al periodo invernale, le sue feste, rituali e folklore. In questo caso si punta su autori spesso già affermati e noti quali: Cullen Bunn, Justin Jordan, Ron Marz, Bear Sears, Tim Seeley e altri ancora. Il vol.298 è il "furthest reaches special" (marzo 2020) pubblicizzato come il ritorno a fumetti della fantascienza nella sua vera connotazione intesa come esplorazione di mondi e dimensioni sconosciute. Da notare la presenza di autori quali David Hine e l'artista Ben Templesmith oltre ad un omaggio allo scrittore Philip K. Dick con la storia Philip K. Dick's Head di Michael David Nelsen. Il vol.299 è il "fantasy issue" che presenta una copertina principale (cover a) dell'italiano Giovanni Maisto, insegnante dal 2015 alla Scuola di Comix di Padova. Per quanto riguarda le opere i nuovi editori puntano su autori cult quali Richard Corben, Philippe Caza e Jock affiancandoli ad autori che già più volte hanno collaborato sotto la gestione Morrison quali John Bivens, Peach Momoko, Steve Mannion. Oltre a questi vi inseriscono nuove leve come è sempre stato nella tradizione del magazine. Con l'uscita del celebativo n.300 (agosto 2020) si annuncia l'inizio di una nuova era per Heavy Metal, pubblicizzato come la principale serie antologica di fantascienza e fantasy pubblicata in America. Si tratta inoltre dell'ultimo mag con un banner che ne identifica il contenuto e che svetta sulla copertina con il proclama "all star issue". Gli autori che vi contribuiscono sono tra gli altri: Moebius con una storia inedita in inglese, Richard Corben, Liberatore, Vaughn Bode, Stephanie Phillips, Justin Jordan Blake Northcott, Jeff Rebner e altri ancora. Come nel numero precedente l'onore di disegnare la copertina dell'albo celebrativo è affidato ad un artista italiano. In questo caso è Claudia Ianniciello, un'illustratrice freelance e colorista che già collabora con editori statunitensi quali IDW Publishing, Titan Comics e Image Comics e per altre case editrici indipendenti. L'amministratore delegato Matthew Medney annuncia una nuova importante collaborazione (con intervista) con il giornalista Geoff Boucher, autore del celebre podcast Mindscape dove intervista autori, scrittori, registi e attori. Medeney lo definisce come colui che ha elevato il giornalismo sulla cultura pop ad una forma d'arte.
La prima serie, ovvero Heavy Metal (Vol.1), chiude nel dicembre 2022.

### Heavy Metal Vol.2 e chiusura definitiva (2023)
La casa editrice indipendente Whatnot Publishing aveva intenzione una seconda serie a soli 2 mesi di distanza dalla chiusura della prima. Si assisterebbe così a livello editoriale alla distribuzione di un nuovo numero uno a distanza di 46 anni dalla pubblicazione dello storico primo albo della rivista (nel 1977). D'altra parte è ormai consuetudine delle case editrici cercare di attirare nuovi lettori ricominciando la numerazione, anche di serie storiche quali Detective Comics o Superman da un nuovo numero uno. La stessa Marvel Comics (attuale leader del mercato) ha più volte ripreso da un n.1 le sue serie con iniziative quali Marvel Now o simili. La DC Comics ha cominciato ad usufruirne già dopo il 1986 con la pubblicazione di Crisi sulle Terre Infinite espediente commerciale usato poi più volte arrivandone a pubblicare una trilogia giustificando così il reboot di un personaggio, cambiamenti nella continuity o la creazione e/o distruzione dei multiversi. In quest'epoca editoriale Heavy Metal rimane quindi comunque un'eccezione. L'amministratore delegato della Heavy Metal Entertainment Matthew Medney sottolinea che questa partnership editoriale con la Whatnot rappresenta un nuovo importante capitolo e punto d'inizio per la lunga storia editoriale della rivista. Dichiara: «Guardiamo a questa unione come l'inizio di un'audace nuova era per quanto riguarda la principale rivista a fumetti della controcultura, ovvero Heavy Metal». Per quanto riguarda la Whatnot Publishing, il co-fondatore Michael Calero afferma: «È eccitante essere parte di un'eredità (editoriale) che si dipana per più di 4 decadi e essere parte di questo rilancio senza precedenti con un nuovo #1 e con un prezzo ridotto (rispetto agli ultimi albi) per rendere la nuova serie a fumetti più accessibile ai lettori». Il primo nuovo albo (febbraio 2023) viene accreditato con il titolo (per esteso) Heavy Metal Volume 2 Issue One, è composto da 144 pp. per un prezzo di copertina di $9.99 (nove dollari//99 centesimi), viene distribuito il 22 febbraio 2023. Il rating è una M, quindi con fumetti esplicitamente indirizzati ad un lettore adulto. In occasione del rilancio della pubblicazione vengono realizzate 5 copertine alternative (o variant cover): una cover B di Peach Momoko, cover C di Ben Templesmith, cover D di Tehani Farr, una cover F (versione in bianco e nero) della copertina principale di Kim Jung Gi, e una speciale cover che ripropone in una nuova interpretazione celebrativa la copertina dello storico primo albo del 1977. Gli autori ufficialmente accreditati per realizzazione delle storie contentute sono: Joe Throman & Brian Posehn, Matthew Medney,  Didier e Lyse Tarquin, Chris Anderson, Joe Harris, Tom Garcia & Ryan Sargeant (per quanto riguarda gli scrittori). Gli artisti che ne realizzano le tavole sono: Scott Koblish, German Ponce, Federico Pietrobon, Didier e Lyse Tarquin, Santa Fung, Chris Anderson, Ben Templesmith. Questi sono i creatori delle storie e serie iniziali della nuova incarnazione della rivista e sono: A Darker God, RAMGOD, Aeon, Lucy. A queste si aggiunge Crashdown, che vede una prima collaborazione a livello fumettistico tra Whatnot Publishing e Heavy Metal Entertainment. La storia è infatti scritta dall'influencer "Comic Tom" Garcia e Ryan Sargeant, per i disegni di Ben Templesmith. All'entusiasmo iniziale e alla già avvenuta pianificazione dei primi numeri di Heavy Metal (Vol.2) il progetto viene abbandonato in seguito ai problemi gestionali e finanziari. L'uscita dell'ultimo albo (il n.320) viene continuamente rimandata e deve intervenire la stessa Massive Publishing per arrivare a distribuire l'agognato numero finale di Heavy Metal (Vol.1). Per sottolinearne il contributo viene realizzata dalla Whatnot una copertina alternativa dell'ultimo magazine della storica rivista. I continui ritardi sono però fatali per il rilancio, il presidente e co-publisher della Massive Publishing dichiara: «Era il nostro più grande desiderio quello di portare Heavy Metal in nuove direzioni che avrebbero avuto l'apprezzamento sia dei lettori storici sia dei nuovi fan. Avere la possibilità di rilanciare il magazine che ha contribuito a ispirarci nel produrre fumetti era una prospettiva eccitante ma nelle partnership editoriali (come in altre) è importante rispettare il tempismo (e gli accordi).»

## Eredità editoriale
L'inaspettato successo di Heavy Metal creò e diede la prospettiva di un mercato composto da lettori adulti e nostalgici della letteratura pulp, saghe sci-fi e fantasy. Inoltre si evidenzia il bisogno di storie e articoli che veicolino le critiche verso il sistema politico finanziario sia di Reagan sia del suo successore George Bush senior. Tale prospettiva influenza persino la casa editrice leader del settore ovvero la Marvel Comics diretta dal nuovo giovane e intraprendente editor-in-chief Jim Shooter. La Marvel all'inizio degli anni settanta aveva già tentato la strada delle riviste in bianco e nero con personaggi e storie per un lettore adulto, ma la presenza di Stan Lee ne aveva limitato lo sviluppo e le potenzialità. Lo stesso Lee si dimostra poi incapace di dare nuove linee editoriali vincenti e nominare un successore che sapesse guidare la casa editrice a lungo termine, creando un vuoto di potere gestionale tra i primi anni settanta fino al 1978, con l'arrivo di Shooter, che la guiderà fino al 1987. Per competere con Heavy Metal crea inizialmente la saga Warriors of the Shadow Realms incentrata però prevalentemente sul genere fantasy e proponendo la saga (originale) Weird World, creata da Doug Moench e visualizzata dal talentuoso Mike Ploog e Alex Nino. La saga ha un prologo nel 1976 su Marvel Super Action del 1976 ma (su imitazione di Heavy Metal) diventa una pubblicazione adult-oriented spostandosi su Marvel Premiere n.38 (ottobre 1977) per trovare la sua conclusione su Marvel Super Special nn.11-13 (1979). La frammentazione su più riviste in un tempo così dilatato ne decreta il fallimento. Shooter, uno dei fautori del progetto, vorrebbe rilanciarla dal 1980 ma qui interviene lo scrittore/editor Rick Marshall. Questi convince Shooter che il successo di Heavy Metal è dovuto alla creazione di una rivista capace di contenere più generi adult oriented (al di fuori del mainstream) con tematiche che spaziano da temi di carattere sociopolitico a visioni (spesso distopiche) del futuro. Shooter decide così di varare una rivista epocale per la Marvel ovvero Epic Illustrated che su imitazione di Heavy Metal pubblica opere i cui diritti e proprietà intellettuale rimangono agli autori e artisti. Sulla copertina della rivista svetta l'avvertimento Mature Content. Pur venendo seguite le indicazioni di Rick Marschall, questi viene licenziato agli inizi del settembre 1979 e sostituito da un editor fedele (e remissivo) quale Lynn Graeme. Marschall sostiene che Shooter, nel suo egocentrismo, diviene invidioso della popolarità e supporto da parte degli autori per l'iniziativa e quindi se ne libera. Tra i sostenitori di Rick vi sono però lo stesso Stan Lee, John Buscema, Howard Chaykin, Roy Thomas, Jim Starlin, Stephene Bissette, Wendy Piny, Arthur Sydam. Il successo di Epic Illustrated fu tale che porta alla nascita dell'imprint Epic Comics, etichetta Marvel per lettori adulti con storie sia originali sia con protagonisti personaggi dall'Universo Marvel canonico. Inoltre per la Epic Shooter vara la pubblicazione della prima linea di graphic novel della Marvel con la celebre Morte di Capitan Marvel di Jim Starlin.
La Marvel trova ispirazione in Heavy Metal anche per quanto riguarda la linea editoriale della serie Marvel Premiere, rendendola un caposaldo per il connubio tra fumetto e musica rock. Nell'ottobre del 1979 sull'albo n.50 adatta a fumetti l'albo omonimo della rock star heavy metal Alice Cooper. Si tratta di un progetto ambizioso che si propone di adattare un concept album del musicista di carattere autobiografico. La storia riguarda il soggiorno di Cooper in una clinica per alcolisti. La trasposizione a fumetti viene affidata per i testi allo stesso Alice Cooper, Jim Salicrup, Rogern Stern, Ed Hannigan, i disegni sono di Tom Sutton e Terry Austin. 
L'influenza di Heavy Metal si riverbera necessariamente anche nel mercato del fumetto indipendente, un naturale contesto per svilupparne le tematiche e imitarne i contenuti. La Eclipse Comics a partire dal novembre 1979 pubblica la rivista Night Music incentrata su storie di fantascienza e di genere fantasy, quest'ultime grazie all'artista P. Craig Russell, disegnatore dalle enormi prospettive di carriera e strappato alla Marvel dopo la conclusione del suo run sulla serie a fumetti Killraven, conclusasi sull'albo n.39 di Amazing Adventures. Ormai riviste ispirate a Heavy Metal aumentano (a fine anni settanta) in maniera dilagante ma questa ormai è divenuta una necessità dovuta alla crisi di vendite che ha colpito il settore soprattutto nelle sue pubblicazioni "più classiche". Emblematici sono i due esempi che riguardano da un lato il teen-comic per eccellenza Archie e per le major il simbolo dei supereroi Superman della DC. Agli inizi degli anni settanta il primo vantava vendite di 483 mila copie per albo, crollate a 70 mila copie nel 1977. Il primo dei supereroi vendeva a inizio del decennio 447 mila copie di media, ma queste sono calate fino a 246 mila nel 1979. Con l'inizio della Bronze Age (dal 1970) i lettori di fumetti vogliono fumetti meno ingenui e staccati dal contesto sociale, ammantati da una retorica e propaganda nazionalistica non più accettata in maniera acritica. Si pretendo pubblicazioni più riflessive e analitiche capaci di riflettere sulle reali problematiche moderne. A ciò si aggiunge la necessità di sviluppare generi differenti. Di tali tendenze si rende portavoce Heavy Metal (dal 1977) capace di interpretare nuove esigenze e sviluppare le tematiche (in chiave più adulta) del fumetto statunitense. Il suo successo e le imitazioni o pubblicazione a lei ispirate non eguagliano però la longevità o il successo di Heavy Metal. Una delle riviste più in sintonia e complice nei contenuti è Raw pubblicata da Raw Books & Graphics a partire dal luglio 1980, diretta e coordinata da Art Spiegelman e Francoise Mouly. Il magazine ebbe una vita editoriale di 11 anni e chiuse nel 1991. L'aspetto in comune con Heavy Metal è quello di voler presentare opere di autori da ogni parte del mondo. Due grandi meriti di Raw sono quelli di presentare autori giapponesi della rivista nipponica Garo (1964-1992) e per aver pubblicato il pluripremiato Maus di Spiegelman. Nonostante ciò la critica bolla la pubblicazione come troppo snob e incapace di essere graffiante quanto dovrebbe. Opinione che trova riscontro in diversi lettori e nell'autore underground Robert Crumb. Questi si fa portavoce di tale dissenso e critiche per convincere la "Last Gasp" a pubblicare Weirdo, rivista che più di ogni altra sottolinea il tono sguaiato, sporcaccione e insolente del fumetto underground. Il successo però non la accompagna e chiude nel 1993. La Eclipse reduce dalla scarsa accoglienza di "Night Music" decide di portare sul mercato serie quali Miracleman di Alan Moore e le prime serie manga. Si tratta di un prologo ad una nuova rivista concepita dai fratelli Mullaney dal titolo Eclipse Magazine (dal 1981) che dopo 8 numeri prende un differente nominativo quale Eclipse Monthly. Il cambiamento risiede nel fatto che inizialmente è in bianco e nero, ma poi per cercare di aumentarne le vendite diviene a colori. Particolarmente prolifico è il biennio 1988-1989 particolarmente ricco di riviste imitatrici di Heavy Metal quali "Taboo" della Kitchen Sink (1988-1995), "A1" della Atomeka Press (1989-1992), "Blaab" della Kitchen Sink e Fantagraphics (1989-2007), "Cheval Noir" della Dark Horse (1989-2004). Ognuna di queste riviste pur ispirandosi a Heavy Metal si distingue a livello di identità editoriale e si apprezza la volontà degli editor di voler proporre qualche tipo di innovazione o novità. Taboo punta decisivamente sul genere horror, qui proposto per cercare di spingersi oltre i confini del genere e stupire il lettore. La critica apprezza a tal punto le opere sperimentali e innovative da premiarla nel 1993 con il prestigioso Eisner Award come miglior serie antologica. Blaab si distingue per la diversità dei contenuti e totale libertà creativa, lasciando integralmente i diritti delle storie pubblicate ai suoi autori particolarità condivise con A1 con la quale vi è una notevole somiglianza. Ma la critica giudica tra queste la più affine a Heavy Metal la rivista Chevalier Noir della Dark Horse di Mike Richardson.
D'altra parte la Dark Horse debutta nel 1986 con una serie antologica acclamata dai lettori e dalla critica con il titolo "Dark Horse Comics presents. Il formato iniziale è semplice ma funzionale e nel corso degli anni presenta diversi autori, dei quali alcuni destinati a diventare top-seller del mercato. Vince l'Eisner Award 5 volte, nel 1992, nel 1994 e per tre anni di fila tra il 2012 e il 2014, imponendosi come serie leader del mercato per quanto riguarda le pubblicazioni antologiche. Fino al 1989 si concentra su storie di autori americani ma Richardson è continuamente aperto alle novità e si rivolge quindi al mercato europeo e in particolare franco-belga. Nel 1989 esce la pubblicazione in formato comic book di 64 pagine in bianco e nero e dal titolo emblematico quale "Cavalier Noir", traduzione francese di Dark Horse. La rivista è ovviamente di carattere antologico e presenta da subito alcuni elementi di indubbio interesse. Dal primissimo albo sono presenti infatti rubriche che presentano schede e curiosità sugli autori pubblicati, elemento non presente neppure in Heavy Metal. Questo lavoro di introduzione viene apprezzato a amplia la conoscenza fumettistica dei lettori statunitensi agli autori e tradizioni del fumetto internazionale. Dal 1991 si apre poi alla pubblicazione dei manga contribuendone la diffusione sempre maggiore, già iniziata a partire dal 1988. Con il n.24 inizia la serializzazione di "Dreams" di Masashi Tanaka. D'altra parte il fenomeno dei manga è in piena espansione grazie inizialmente al successo degli anime diffusi ormai sulle tv locali, i VHS e i Laser Disc. Nonostante il discreto successo e l'appoggio della critica Chevalier Noir è costretta a chiudere con il n.50 nel 1994 ma la colpa è da imputare a crollo del mercato fumettistico con il crash del biennio 1995/1996, anni in cui esplode la bolla speculativa formatasi a partire dai primi anni novanta, la conseguente chiusura di migliaia di fumetterie, l'eccesso di pubblicazioni e la realizzazione che la possibilità di speculazione sul mercato secondario è una illusione in parte autoalimentatasi e spinte da case editrici senza scrupoli. Negli anni novanta il mercato per i magazine sembra essersi esaurito o comunque in profonda crisi commerciale, soprattutto con l'arrivo e l'imposizione di case editrici indipendenti quali la Image, la Valiant Comics, la IDW, la Oni Press e diverse altre. Queste si impongono nel Direct Marrket con nuovi universi supereroistici, fumetti su licenza e graphic novel. Eppure Heavy Metal continua a prosperare e si avvicina un colpo di coda delle riviste antologiche e magazine tra i più interessanti e innovativi dell'ultimo trentennio. Tra queste nasce una pubblicazione di culto come "Negative Burn" della Caliber Press ancora oggi considerata una delle pubblicazioni che ancora oggi, come filosofia e impostazione viene considerata una tra le più vicinie alle radici creative di Heavy Metal. La serie viene distribuita tra il gennaio 1993 e il dicembre 1997. Dopo la sua chiusura la stessa Image (terzo polo fumettistico dopo le Big-Two) subisce un tentativo di essere riportata dal mercato, ci riproverà anche l'indiepublisher DEsperado. Per mantenere bassi i costi di produzione viene presentata sotto il formato di comic book ma la struttura e identità editoriale è quella tipica di un magazine. In Italia la Free Books prova a distribuirne un volume per analizzare la risposta del nostro mercato. Negative Burn presentava storie serializzate, storie autoconclusive, portfolio di autori indipendenti, rubriche a fumetti e approfondimenti su vari temi sia attuali, sia ucronici e distopici.
Nel 1994, a sorpresa, all'interno di un mercato ormai saturo e vicino al collasso del biennio 1995/1996, il cantante Glenn Danzig reduce dai successi in campo musicale come frontman dei Misfits (fondata a Detroit nel 1977) all'interno del panorama musicale noto come punk rock di fine anni settanta, poi dei Shamain (da lui fondati e attiva tra il 1983 e il 1987), trasformatasi in seguito 
nel gruppo semplicemente denominato Danzig, investe i proventi per fondare una casa editrice dal nomme "Verotik", la cui prima pubblicazione è una collana prestige in stile magazine dal titolo Verotika, con storie horror dove si pone l'accento sul sesso, il feticismo, e un ampio uso di nudità e situazioni provocatorie. Danzing dichiara esplicitamente di ispirarsi alla gestione di Heavy Metal di Eastman, esasperandone però contenuti e fumetti, la definisce: «una versione di Eastman senza freni.» Danzing vuole storie fantasy e horror con personaggi ipertrofici e iperrealistici con corpi e muscolature esagerate e lo stesso vale per i personaggi femminili, la cui sessualità viene espressa a livello caricaturale e non devono mancare violenza, stupri e battaglie surreali e sensazionali. D'altra parte non bisogna sottovalutare che il genere della musica eseguita da Danzig è il punk rock e la prima band da lui fondata ovvero i Misfits dà origine a quel sotto-genere del rock conosciuto come Horror Punk divenendo poi sempre più rilevante nella storia del rock alternativo. Ne è un esempio seminale il cantante Marylin Manson. Un grande merito di Danzing è quello di aver presentato nel mercato statunitense il leggendario DEvilman di Go Nagai. I nomi degli autori e artistici scelti è stupefacente: Simon Bisley, Jae Lee, Tim Vigil, Liam Sharp, Martin Edmond, Drew Posada, Jeason Person, Shelby Robinson, Hart D.Fisher, Joe Chiodo, Duke Mightehen.
Sempre a metà anni novanta esce uno dei magazine più interessanti e anomali che però godono inizialmente di un successo internazionale, avendo anche un'edizione italiana. Si tratta di "Penthouse Comicx" pubblicata dal 1994 al 1998. Fino al n.26 mantiene il formato magazine, per poi divenire un comic book. La rivista nacque per volere di Bob Guccione, proprietario della rivista erotica soft-core "Penthouse" su cui venivano già pubblicati dei fumetti. Inizialmente il successo fu tale da portare ad uno spin-off dal titolo Penthouse Men's Adventure Comic che però chiuse quasi subito in seguito al crash del mercato fumettistico del biennio 1995/1996. I fumetti avevano ovviamente la caratteristica di avere una carica erotica e provocatoria che però evitava che la rivista fosse vietata. Vi lavorarono nomi importanti del mondo fumettistico quali Adam Hughes, Mark Beachum, Garry Leach, Kevin Nowaln, Mike Harris, Arthur Suydam, Jordan Raskin, Horacio Altuna, Robert Baldazzini, Tony Salmon, Bart Sears, Gray Morrow e Richard Corben. Le loro storie contribuirono a renderla una rivista tra le più interessanti e originali mai pubblicate. Guccione commise l'errore di licenziare di licenziare il direttore editoriale Horatio Weisfield per screzi personali. Questo porta all'abbandono di diversi autori e ad un calo della qualità delle storie, portando nel giro di poco tempo alla chiusura.

## La rinascita del magazine a fumetti (dal 2023)
Con il fallito tentativo del rilancio di Heavy Metal da parte di Whatnot Publishing nel febbraio 2023 l'epoca della rivista nel senso più classico e canonico del termine sembra concludersi. In realtà la struttura diffusa con questo tipo di pubblicazione continua a produrre un'eco editoriale ripreso (anche se in formati e contenuti diversi) da altri editori del terzo decennio del nuovo millennio. Un ammiratore di questo tipo di formato a fumetti è il regista John Carpenter, grande appassionato di fumetti. Per questo grazie al publisher Storm King Production pubblica una sua versione dei mag con John Carpenter's Tales of Science Fiction e John Carpenter's Tales of Halloween e Tales of Horror. Sporadicamente anche altri editori pubblicano fumetti in formato antologico e tipico di un magazine nelle dimensioni. Per esempio a maggio 2023 la Image pubblica Haunthology di Jeremy Haun con 28 storie di genere antologico e in bianco e nero privilegiando il genere horror-fantasy. La Boundless punta sporadicamente su riviste antologiche quali Jungle Fantasy così come i Black Mask Studios o la Oni Press. 
Nel 1977 quasi in contemporanea con la nascita di Heavy Metal nasce grazie al publisher britannico Ribellion viene distribuito il primo albo del magazine a fumetti 2000AD, ancora in corso di pubblicazione. L'ultimo albo finora distribuito è del settembre 2023 ed è accreditato con la numerazione di copertina "Prog 22349". Rispetto a Heavy Metal (quello delle origini) non presenta rubriche o redazionali di cultura alternativa e critica del sistema sociopolitico. Ma anche se mancano questo tipo di articoli i fumetti (pubblicate in storie prevalentemente antologiche), i fumetti selezionati spaziano tra autori internazionali e decine di generi e sotto generi, che spesso parodiano le enormi contraddizioni della democrazia moderna, il finto perbenismo, il pensiero unico dominante (dal 1991), il capitalismo finanziario e la manipolazione culturale e psicologica dei popoli. Il tema trainante è indubbiamente l'iconico personaggio Judge Dredd, l'epicentro di una società che, in nome dell'evoluzione, dell'ordine, della lotta senza remore al crimine, ha portato il mondo sull'abisso dell'autodistruzione, incapace ormai da una gabbia che ha emarginato filosofia, educazione, istruzione ed empatia. Ciò che dominata è una classe elitaria che crede solo nel profitto, il controllo delle masse e il disinteresse delle condizioni del pianeta e delle classici più povere, dominate e controllate dai Giudici. Sono un esercito addestrato per mantenere un apparante ordine mondiale in nome di una pseudo-giustizia e un necessario indottrinamento culturale e politico. Da 2000AD nasce il longevo spin-off Judge Dredd Magazine con storie sia seriali sia antologiche e che stanno portando il mag verso il traguardo del n.500. Judge Dredd è al centro di 2000, ma vengono anche serializzate storie quali Il vampiro Dhuram Redd nuovo punto di riferimento che utilizza la razza umana come carne d'allevamento con la conseguente distruzione di ogni valore etico dell'esistenza. Vi è poi il seminale fumetto Enemy Earth di Cavan Scott e Horseman dove la fauna e la flora del pianeta si ribelle e muta in una sorta di sistema immunologico che attacca e vuole distruggere una civiltà umana incapace di vivere in armonia col pianeta, ma al quale si contrappone e lo considera la sua pattumiera.

## Film
Nel 1981 fu realizzato un film d'animazione adattando alcuni racconti pubblicati sulla rivista. Prodotto con un budget di 9 300 000 dollari, la produzione di Heavy Metal durò tre anni, ogni episodio di cui è composto il film è stato creato da diverse case di animazione, ognuna si è occupata di una singola storia. Un'altra casa di produzione creò la cornice narrativa che legava insieme le storie. Come la rivista anche il film faceva un ampio uso di nudità e violenza sebbene non allo stesso livello. Per esempio nella riproduzione del fumetto Den, non si vedono i genitali maschili come nella sua controparte stampata. Il film annovera talenti della Second City Television come John Candy, Eugene Levy, Harold Ramis  e Ivan Reitman. La videocassetta del film a causa di alcuni problemi con i diritti musicali uscì con qualche anno in ritardo rispetto all'uscita cinematografica.
Un altro film di animazione intitolato Heavy Metal 2000 o Heavy Metal: F.A.K.K.² fu prodotto con un budget di 15 000 000 dollari nel 2000. Questo film non era più basato sulle storie della rivista ma piuttosto sul fumetto The Melting Pot, scritto da Kevin Eastman e disegnato da Simon Bisley che è basato su Julie Strain: un'attrice pornografica e modella moglie di Eastman che prestò anche la voce al film. Dal film venne creato un videogioco nel 2000, Heavy Metal: F.A.K.K.² e un videogioco indipendente nel 2001 Heavy Metal: Geomatrix.
Nel marzo 2008 è circolata la voce che David Fincher volesse dirigere un nuovo film animato Heavy Metal per la Paramount.

## Edizione italiana
Nell'ottobre del 2022 la casa editrice milanese Sprea ha lanciato la versione italiana di Heavy Metal, il cui primo numero è stato presentato nel contesto della manifestazione Lucca Comics & Games. La rivista ha interrotto le uscite a maggio del 2023, con il settimo numero. Curatori della pubblicazione erano Daniele Brolli e Francesco Coniglio, il cui obiettivo era quello di essere fedeli alla gemella statunitense con contenuti che variavano da fumetti, servizi, racconti, illustrazioni, servizi, opinioni che aiutassero il lettore ad affrontare un mondo in perenne divenire (panta rei), ma in cui allo stesso tempo futuro e presente sono spesso sovrapposti. La versione da loro proposta mirava però a una maggiore interazione con il lettore, ad aumentare la critica verso una nuova decadenza sociale e a dare una prospettiva realistica di possibili scenari futuri (anche se drammatici).
Nel primo numero dell'edizione italiana sono presenti otto storie a fumetti: Something for your M.I.N.D. di Wyatt Kennedy e Luana Vecchio, Confessa di Peach Momoko (coadiuvato ai testi da Frank Forte), La Casa del Tè di Mikael Lopez e Lem per i disegni, Dafina di M. Lopez per i disegni di David Aguado, Breve Incontro di Marco Nizzoli, The Key di Massimiliano Frezzato, Familiaris di John Reppion e David Hitchkock, String Theory di Steve Orlando e Marcelo Bostelmann. Sono inoltre proposte due importanti interviste inedite, fondamentali per capire la poetica, la filosofia e la visione della società degli intervistati. La prima intervista, risalente al 1964 e realizzata dalla BBC, è a colui che è ritenuto il maestro e il punto di riferimento del fantasy, ovvero J.R.R.Tolkien. Fu in quest'occasione che Tolkien pronunciò il celebre monito «Non esiste una guerra che porrà fine a tutte le guerre», una frase spesso citata dagli storici e dai cronisti sia alla fine del primo sia al termine del secondo conflitto mondiale. La seconda intervista è una lunga conversazione con il regista Tinto Brass, colpito nel 2010 da un ictus. In quest'occasione, Brass si è scagliato contro quella che si vuole ancora definire cultura/arte nobile e dominante e che tende a svalutare il resto come sub-cultura, cultura pop o controcultura. Si tratta, secondo Brass, di una distinzione rimarcata dai governi dei Savoia e da quello fascista. Quanto al cinema erotico (di cui è considerato un maestro e un guru), dichiara la sua posizione: «La distinzione tra cinema "serio" e cinema erotico nasce da un vizio di fondo, il non riconoscere al sesso la stessa nobiltà di altre materie». Come si evince dai contenuti sia fumettistici sia redazionali (a cui bisogna aggiungere quello sull'analisi di una possibile, folle terza guerra mondiale), si nota la scelta di proporre opere e tematiche sia di dissenso sia alternative a ciò a cui è abituato il lettore italiano, in perfetto connubio con la rivista gemella Heavy Metal in lingua inglese.